# 帕托姆高原
帕托姆高原是俄羅斯的高原，位於中西伯利亞高原以南，平均海拔高度1,200至1,300米，最高點海拔高度1,924米，該地區的城市有博代博，該高原蘊藏金礦。